# Doctrina Christiana
Doctrina Christiana es un incunable peruano impreso en 1584 por Antonio Ricardo en Lima. Es considerado el primer catecismo peruano, el primer libro impreso en América del Sur y el primero con texto en quechua y aimara. En 2004 fue declarado Patrimonio Cultural de la Nación. En 2013, junto a otros incunables peruanos, fue inscrito en el registro de Memoria del Mundo de la Unesco para la región de América Latina y el Caribe.

## Historia y estructura
La obra, encargada por el Tercer Concilio de Lima en 1583 tras aprobar un catecismo y su traducción, consta de un volumen de 84 folios, y fue redactada por varios religiosos, quienes elaboraron los textos en español, quechua y aimara.
Fue impreso en la Ciudad de los Reyes en 1584 por el turinés Antonio Ricardo, quien obtuvo licencia de la Real Audiencia de Lima, tras la petición del arzobispo Toribio de Mogrovejo. Según nota manuscrita de Ricardo Palma, la obra fue donada a la Biblioteca Nacional del Perú por los padres redentoristas en noviembre de 1897.
Del libro no se han conservado ni la portada, ni los folios preliminares. Además, algunos folios se encuentran deteriorados y con pérdidas que afectan al texto. Se cree que su mal estado de conservación se debe a su uso como manual de trabajo por los padres redentoristas, sus últimos propietarios antes de ser donado a la Biblioteca Nacional por Palma, durante las misiones en Pallasca en 1887.
El libro consta de las siguientes partes:
- Doctrina cristiana
- Cartilla abecedario
- Catecismo breve
- Plática breve de la fe
- Catecismo mayor
- Anotaciones sobre la traducción en las lenguas quechua y aimara

Posteriormente fue reeditado en 1604 en Sevilla, y tres años después, en 1607 en Roma. Además, algunas de sus partes han sido insertadas en otras obras, como en Ritvale (Lima, 1613) de Luis Jerónimo de Oré, Sinodales (1637) de Lobo Guerrero, Directorio Espiritual (1641) de Pablo de Padro, y Sermones (1648) de Fernando de Avendaño. En el siglo XIX se edita en Cuzco, en Arequipa, en Ayacucho y en Lima. En 1985 se realizó una edición facsímil con motivo de los 400 años de la introducción de la imprenta en el Perú.
Se han encontrado ediciones incunables en bibliotecas y colecciones particulares, algunas con señas particulares, como las firmas manuscritas de P. Acosta y P. Atienza, sus revisores, y con portadas distintas, como los hallados en Argentina y Uruguay.